# Paraú
Paraú is een gemeente in de Braziliaanse deelstaat Rio Grande do Norte. De gemeente telt 3.974 inwoners (schatting 2009).